# ماري غونت
ماري غونت (بالإنجليزية: Mary Gaunt)‏ (20 فبراير 1861 في أستراليا - 19 يناير 1942، نيس في فرنسا)؛ كاتِبة وروائية أسترالية.